# Santo Inácio do Piauí
Santo Inácio do Piauí är en kommun i Brasilien.   Den ligger i delstaten Piauí, i den östra delen av landet, 1 100 km nordost om huvudstaden Brasília. Antalet invånare är 3 653.
Omgivningarna runt Santo Inácio do Piauí är huvudsakligen savann. Runt Santo Inácio do Piauí är det mycket glesbefolkat, med 5 invånare per kvadratkilometer.